# Girolamo Borghesi
Girolamo Borghesi o Borghese (Siena, 11 gennaio 1616 – Pienza, 15 gennaio 1698) è stato un vescovo cattolico italiano.

## Biografia
Nato a Siena l'11 gennaio 1616, fu monaco dell'ordine di San Benedetto.
Fu nominato vescovo di Sovana da papa Innocenzo X l'11 dicembre 1652 e ricevette la consacrazione episcopale il successivo 29 dicembre dal cardinale Marcantonio Franciotti, co-consacrante il vescovo Ranuccio Scotti Douglas, presso la chiesa di Sant'Ignazio a Roma.
Durante il suo episcopato fece applicare la bolla papale del 22 ottobre 1652 che prevedeva la soppressione dei conventi più piccoli, ponendo fine a quelli di Magliano, Porto Ercole, Sorano, Talamone, il convento dei Vallombrosani di Sovana e quello degli Agostiniani di Pereta. Il 20 marzo 1655 avviò la prima visita pastorale, cui seguirono quelle del 1662 e del 1667.
Venne trasferito alla diocesi di Pienza il 17 settembre 1668, rimanendovi per trent'anni fino alla morte avvenuta il 15 gennaio 1698.

## Genealogia episcopale
La genealogia episcopale è:
- Cardinale Guillaume d'Estouteville, O.S.B.Clun.
- Papa Sisto IV
- Papa Giulio II
- Cardinale Raffaele Riario
- Papa Leone X
- Papa Paolo III
- Cardinale Francesco Pisani
- Cardinale Alfonso Gesualdo
- Papa Clemente VIII
- Cardinale Pietro Aldobrandini
- Cardinale Laudivio Zacchia
- Cardinale Antonio Barberini, O.F.M.Cap.
- Cardinale Marcantonio Franciotti
- Vescovo Girolamo Borghesi